# Lystridea nuda
Lystridea nuda är en insektsart som beskrevs av Paul W. Oman 1938. Lystridea nuda ingår i släktet Lystridea och familjen dvärgstritar. Inga underarter finns listade i Catalogue of Life.